# Virgosupercluster

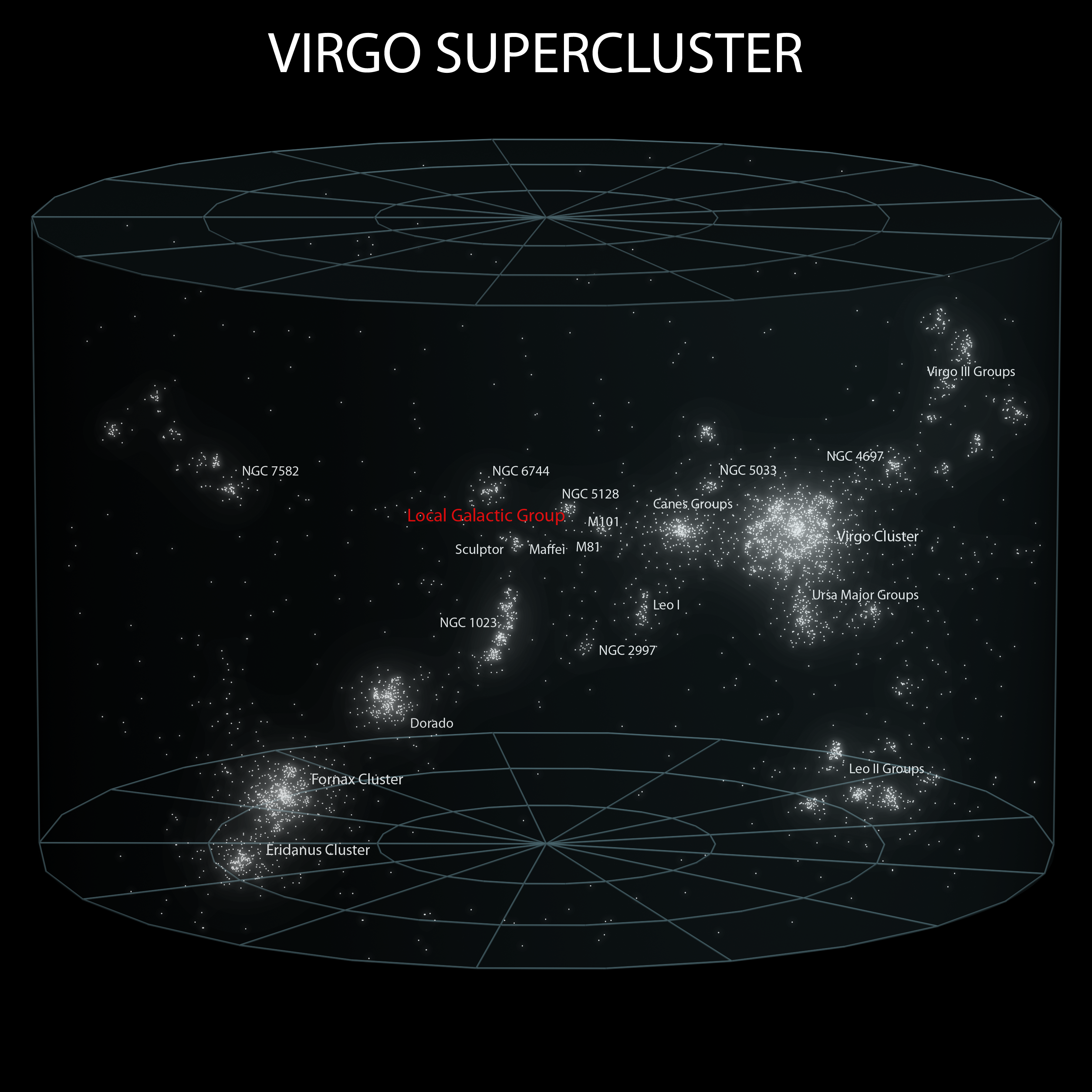
De Virgosupercluster en de locatie van de Locale Groep ten opzichte van de centrale Virgocluster

De Virgosupercluster of Lokale Supercluster is de supercluster waar de Lokale Groep – met daarin de Melkweg – deel van uitmaakt. De Virgocluster is de zwaarste cluster in deze supercluster en bevindt zich in het zwaartepunt. De Lokale Groep bevindt zich aan de rand van de supercluster en beweegt zich op dit moment van het centrum af met een snelheid van 1000 km/s. Deze buitenwaartse beweging wordt echter afgeremd door de zwaartekracht van met name de Virgocluster en zal uiteindelijk omkeren. De Virgosupercluster is zelf weer een klein onderdeel van Laniakea, een nog veel grotere supercluster ontdekt in 2014.
De Virgosupercluster bevat in totaal ongeveer 100 tot 200 clusters en groepen van sterrenstelsels en heeft een diameter van 110 miljoen lichtjaar. De totale massa van de supercluster is ongeveer 1015 zonnemassa's. De Virgosupercluster beweegt zich met een snelheid van 600 km/s in de richting van de Hydra-Centaurus Supercluster en samen met andere superclusters met dezelfde snelheid in de richting van de Grote Aantrekker op 200 miljoen lichtjaar afstand.
Enkele leden van de Virgosupercluster zijn:
- Lokale Groep
- Maffei Groep (afstand 6-12 miljoen lichtjaar)
- Sculptor Groep (afstand 10 miljoen lichtjaar)
- M81 Groep (afstand 10-11 miljoen lichtjaar)
- M83 Groep (afstand 12-17 miljoen lichtjaar)
- Canes Venatici I Groep (afstand 12-17 miljoen lichtjaar)
- NGC 4631 Groep (afstand 25 miljoen lichtjaar)
- Leo I Groep (afstand 35 miljoen lichtjaar)
- Dorado Groep (afstand 48-60 miljoen lichtjaar)
- Fornaxcluster (afstand 60 miljoen lichtjaar)
- Virgocluster (afstand 65 miljoen lichtjaar)
- Leo II Groep (afstand 70 miljoen lichtjaar)
- Ursa Major Groep (afstand 75 miljoen lichtjaar)
- Virgo III Groep (afstand 65-82 miljoen lichtjaar)
- Eridanuscluster (afstand 69-100 miljoen lichtjaar)